# Salvation Joan
Salvation Joan er en amerikansk stumfilm fra 1916 af Wilfrid North.

## Medvirkende
- Edna May som Joan Crawford.
- Harry T. Morey som Bill / John Hilton.
- Dorothy Kelly som Madeline Elliston.
- Donald Hall som Robert Ellison.
- Bobby Connelly som Bobby Ellison.